# Hildegard Baum Rosenthal
Hildegard Baum Rosenthal (Zúric, Suïssa, 1913 - São Paulo, Brasil, 1990) va ser la primera dona fotoperiodista del Brasil. Forma part de la generació de fotògrafs europeus que van emigrar durant la Segona Guerra Mundial i, actuant en la premsa local, van contribuir a renovar l'estètica fotogràfica dels periòdics nacionals.

## Biografia
Fins a l'adolescència, va viure a Frankfurt (Alemanya), on va estudiar pedagogia des de 1929 fins a 1933. Va viure a París entre 1934 i 1935. En tornar a Frankfurt, va estudiar fotografia amb Paul Wolff, un expert en càmeres de petit format, i tècniques de laboratori en l'Institut Gaedel. A conseqüència del règim nazi, es va traslladar a São Paulo el 1937. Aquest mateix any va començar a treballar com a orientadora de laboratori en l'empresa de materials i serveis fotogràfics Kosmos. Pocs mesos després, l'agència Press Information la va contractar com fotoperiodista i ella va realitzar reportatges per a periòdics nacionals i internacionals. Durant aquest període, va realitzar fotografies de la ciutat de São Paulo i de l'interior de l'estat, Rio de Janeiro, i altres ciutats del sud de Brasil, a més de retratar a diverses personalitats de l'escena cultural de São Paulo, com el pintor Lasar Segall, i l'escriptor Guilherme de Almeida, Jorge Estimat, l'humorista Aparício Torelly (Barão de Itararé) i el dibuixant Belmonte. Les seves imatges busquen capturar l'artista en el moment de creació, en evident connexió amb el seu esperit de reportera. Va interrompre la seva activitat professional en 1948, després del naixement de la seva primera filla. I, en 1959, després que el seu marit morís, va assumir l'adreça de l'empresa de la seva família.

## Trajectòria artística
Les seves fotos romanen poc conegudes fins a 1974, quan l'historiador de l'art Walter Zanini realitza una retrospectiva de la seva obra en el Museu d'Art Contemporani de la Universitat de São Paulo. A l'any següent, el Museu de la Imatge i del So de São Paulo s'inaugura amb l'exposició Memória De São Paulo [Memòria de São Paulo], de Hildegard Rosenthal. En 1996 l'Institut Moreira Surt-los va adquirir més de 3 mil negatius seus en què es destaquen escenes urbanes de São Paulo dels anys 1930 i 1940, període en què la ciutat va passar per un creixement vertiginós, punt material com a cultural. Hildegard va congelar en el temps una metròpolis moderna i atrafegada que, no obstant això, s'humanitzava a través de la seva mirada fascinada pels seus personatges. Altres negatius de la fotògrafa van ser donats per ella en vida al Museu Lasar Segall.
“La fotografia sense persones no m'interessa", va dir en el Museu de la Imatge i el So de São Paulo, en 1981.
Les fotos de São Paulo registren el quotidià de la vida urbana: el flux de persones als carrers, el transport públic, l'arquitectura, venedors ambulants i ciutadans comuns en situacions prosaicas. Hildegard registrava persones desconegudes i també models que simulaven circumstàncies del dia a dia. Les seves imatges tenen pocs espais buits. El negatiu es plena gairebé totalment amb continguts que es presenten de manera equilibrada i clara. Valora els mitjos tons i els detalls a l'ombra, la qual cosa demostra la seva intenció de registrar el màxim d'informacions.
Sérgio Bürgi, coordinador de fotografia de l'Institut Moreira Surt-los i comissari de l'exposició La São Paulo de Hildegard Rosenthal va afirmar en 2013 «que la influència de la Bauhaus i del Constructivisme van transformar la manera de construir la imatge que va passar a ser realitzada a Brasil a partir dels anys 1940, i que Hildegard Rosenthal va formar part d'aquest moviment de renovació. Ella era d'alçada petita però molt gosada com a periodista i fotògrafa». Prova d'això és que a més del seu treball de fotoperiodista, va mantenir un constant diálogoa través del lenguage modern de la seva producció amb artistes contemporanis a Brasil i a Amèrica del Sul, com els del grupo Santa Helena, format per artistes immigrants com Alfredo Volpi i Fúlvio Penacchi; o amb fills d'immigrants italians com Aldo Bonadei, Alfredo Rizzotti, Mário Zanini i Humberto Rosa; espanyols, com Francisco Rebolo; o portuguesos, com Manuel Martins.

## Exposicions
- Hildegard Rosenthal: fotografies en el Museu d'Art Contemporani de la Universitat de São Paulo, MAC/USP (1974: São Paulo)
- Biennal Internacional de São Paulo XIV i XV (1977 i 1979: São Paulo)
- Trienal de Fotografia en el Museu d'Art Modern de São Paulo, MAM/SP (1980: São Paulo)
- Um olhar feminino dos anus 40 en galeria Fotóptica (1993: São Paulo)
- O Olhar i o Ficar. A Cerca do Paradís en la Pinacoteca de l'Estat de São Paulo (1994: São Paulo)
- Brasil 1920-1950: de la Antropofagia a Brasília, Institut València d'Art Modern, (2000: València, Espanya)
- Professió Fotògraf, de Hildegard Rosenthal i Horaci Coppola, en el Museu Lasar Segall (2010: São Paulo)[5]
- La São Paulo de Hildegard Rosenthal en la galeria DOC Foto (2013: São Paulo)